# 張翀 (萬曆進士)
张翀（1580年—1629年），字见可，号扶摇、又号息六，又号闲闲居士，直隶真定府寧晉縣人。

## 生平
先世太原祁人，徙宁晋，六传至张翀父张主民，赠翰林院编修；母郭氏，封太孺人。兄弟六人，张翀居第三。以易经中万历四十年（1612年）壬子科顺天乡试亚魁，四十七年（1619年）己未科成二甲進士，改庶吉士，选读中秘书，天啓元年（1621年）七月授翰林院编修，予敕命，又直起居注，编纂六曹章奏，二年四月充神宗、光宗实录纂修官，充经筵展书官。三年六月奉使册封潞府宝丰王朱常𰛭。五年充会试同考官，十一月管理诰敕撰文，预修《三朝要典》。六年丁内忧归，崇祯二年（1629年）卒，年仅五十，祀乡贤。

## 家族
曾祖张琏。祖张贤。父张主民。母郭氏。